# Phoebetria
Phoebetria és un gènere d'ocells marins de la família dels diomedeids (Diomedeidae). Durant molt de temps, aquests petits albatros s'havien considerat molt diferents a la resta, però estudis d'ADN-m han demostrat que estan molt relacionats amb els petits albatros del gènere Thalassarche, i que ambdós estan més allunyats dels dels gèneres Diomedea i Phoebastria. Són aus pelàgiques que habiten a les zones circumpolars antàrtiques.

## Llistat d'espècies
Se n'han descrit dues espècies dins aquest gènere:
- Albatros de mantell clar (Phoebetria palpebrata).
- Albatros fumat (Phoebetria fusca).